# Liste des archevêques de Cologne
Pour un article plus général, voir Archidiocèse de Cologne.
Voici la liste des archevêques métropolitains de Cologne, en Allemagne.

## Évêques
Tous les noms antérieurs à Saint Materne II doivent être considérés avec un certain scepticisme, car il existe peu de preuves contemporaines disponibles. Materne était présent à un concile à Rome en 313. Les évêques entre Séverin et Charentius sont également apocryphes. Domitianus était l'évêque de Maastricht (Mosa Traiectum). Les dates de mandat données avant Gontier sont également conjecturales, au mieux.
- c. 88–128 Materne I
- Paulin (Paulinus)
- Marcellin (Marcellinus)
- Aquilin (Aquilinus)
- c. 248–285 Levold (Levoldus)
- c. 285–315 Materne II (saint Materne) - Premier évêque connu de Cologne, peut-être aussi évêque de Trèves et Tongres ; Saint ; Proche de l’empereur Constantin ; Participe au concile de Rome de 313 et à celui d’Arles en 314 ; Saint
- c. 315–348 Euphrate (Euphrates)
- c. 348–403 Séverin de Cologne (Severinus) - Aurait appris la mort de saint Martin de Tours par des signes célestes ; Saint
- Carentin (Charentinus) - Agrandit la cathédrale et la dote de tribunes
- Everigisil I (Ebergisil I) - Aurait été guéri de maux de tête en utilisant de la poussière du puits de St. Gereon ; Saint
- Solatius (Solatius)
- Sunnoveus (Sunnovaeus)
- Remede de Cologne (Remedius von Köln)
- c. 627 Kunibert (Cunibert de Cologne) - Évêque le plus important entre Severinus et Hildebold ; Saint
- Botandus (Bodatus)
- c. 690 Étienne
- c. 690–692/694 Adelwin (Adelwin, Alduin)
- 692/694–711 Giso
- 711/715–715 Faramond (Faramundus)
- 721/723–723 Alduin
- 737 Reginfrid
- 737–743/745 Agilolphe (Agilolf) - Peut-être pas le même que le martyr du même nom (Agilolphe de Stavelott), avec lequel il a probablement été confondu ; Saint

## Archevêques
- ... - 842 : Liutbert
- 842 - 849 : Hilduin (de)
- 850 - 863 : Gontier de Cologne
- 864 - 870 : Hugues l'Abbé
- 870 - 889 : Willibert
- 889 - 924 : Hermann I
- 924 - 953 : Wicfrid
- 953 - 965 : Brunon de Cologne
- 965 - 969 : Folcmar de Cologne
- 969 - 976 : Géron
- 976 - 985 : Warin
- 985 - 999 : Everger
- 999 - 1021 : Heribert
- 1021 - 1036 : Pilgrim de Cologne
- 1036 - 1056 : Hermann II
- 1056 - 1075 : Annon II de Cologne
- 1076 - 1078 : Hildolf de Cologne
- 1078 - 1089 : Sigewin von Are
- 1089 - 1099 : Hermann III von Hochstaden (de)
- 1100 - 1131 : Frédéric Ier de Schwarzenburg
- 1131 - 1137 : Bruno II von Berg, Comte de Berg
- 1137 - 1137 : Hugues ou Hugo de Sponheim (nl)
- 1137 - 1151 : Arnold Ier de Cologne (en)
- 1151 - 1156 : Arnold II von Wied (nl)
- 1156 - 1158 : Friedrich II von Berg (de), comte de Berg
- 1159 - 1167 : Rainald von Dassel
- 1167 - 1191 : Philippe Ier de Heinsberg
- 1191 - 1193 : Bruno III von Berg, Comte de Berg
- 1193 - 1205 : Adolphe d'Altena, Comte de Berg
- 1205 - 1208 : Bruno IV von Sayn
- 1208 - 1215 : Dietrich I von Hengebach

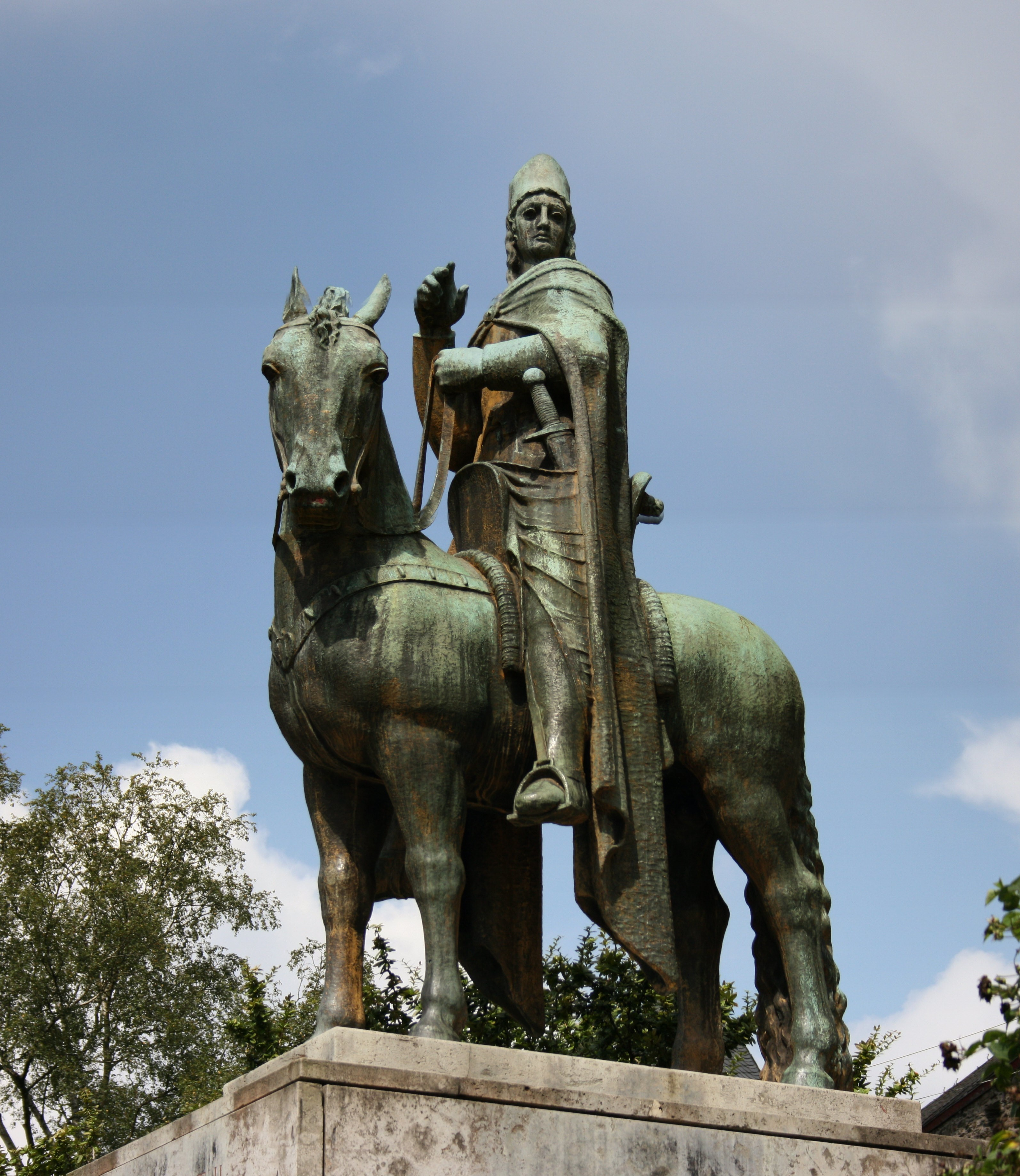
St Englebert II de Berg, archevêque de Cologne

- 1216 - 1225 : Engelbert II de Berg, Comte de Berg, Saint Englebert de Cologne, assassiné par son cousin Frédéric d'Isenberg
- 1225 - 1238 : Heindrich I von Müllenark (de) ou Henri Ier de Cologne (de)
- 1238 - 1261 : Konrad I von Hochstaden
- 1261 - 1274 : Englebert II de Falkenburg
- 1275 - 1297 : Siegfried de Westerburg
- 1297 - 1305 : Wigbold de Holte (de)
- 1305 - 1332 : Heinrich II von Virneburg
- 1332 - 1349 : Walram de Juliers
- 1349 - 1362 : Guillaume de Gennep
- 1363 - 1364 : Adolphe III de La Marck. En guerre de 1357 à 1363 avec l’évêque de Münster.
- 1364 - 1368 : Englebert de La Marck. Cunon II de Falkenstein pour coadjuteur.
- 1370 - 1414 : Frédéric III de  Sarrewerden
- 1414 - 1463 : Thierry II de Moers
- 1463 - 1478 : Robert du Palatinat
- 1480 - 1508 : Hermann IV de Hesse
- 1508 - 1515 : Philippe II von Daun
- 1515 - 1547 : Hermann V de Wied
- 1547 - 1556 : Adolphe XIII de Schaumbourg.
- 1556 - 1558 : Antoine Ier de Schaumbourg
- 1558 - 1562 : Gérard de Mansfeld-Vorderort
- 1562 - 1567 : Frédéric IV de Wied (de)

## Archevêques métropolitains

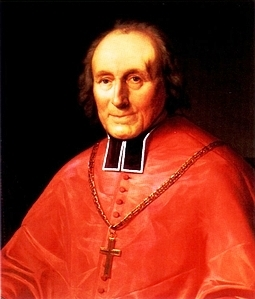
Portrait de Clément-Auguste Droste zu Vischering (1773-1845)

- 1567 - 1577 : Salentin IX d'Isembourg-Grenzau, qui abdique l'archevêché électoral de Cologne pour se marier
- 1577 - 1582 : Gerhard Truchsess de Waldbourg, déposé car devenu calviniste
- 1583 - 1612 : Ernest de Bavière
- 1612 - 1650 : Ferdinand de Bavière
- 1650 - 1688 : Maximilien-Henri de Bavière
- 1688 - 1723 : Joseph-Clément de Bavière
- 1723 - 1761 : Clément-Auguste de Bavière
- 1761 - 1784 : Maximilien-Frédéric de Königsegg-Rothenfels, en guerre contre l'évêque de Münster
- 1784 - 26 juillet 1801 : Maximilien-François d'Autriche

Le siège épiscopal de Cologne est supprimé par le Concordat de 1801 conclu entre le Saint-Siège et le gouvernement de la République française. Il est rétabli après 1815.
- 24 décembre 1824 - 2 août 1835 : Ferdinand August von Spiegel
- 1er décembre 1835 - 19 octobre 1845 : Clément-Auguste Droste zu Vischering
- 19 octobre 1845 - 8 septembre 1864 : Johannes von Geissel
- 8 janvier 1866 - 3 juillet 1885 : Paul Ludolf Melchers
- 30 juin 1885 - 6 mai 1899 : Philipp Krementz

### XXesiècle
| Portrait | Armoiries | Épiscopat   | Titulaire               | Notes |
| -------- | --------- | ----------- | ----------------------- | --- |
|          |           | 1899 à 1902 | Hubert Theophil Simar   | est né le 13 décembre à Eupen dans la province de Liège, il est nommé évêque de Paderborn le 17 décembre 1891 puis archevêque de Cologne le 14 décembre 1899, il meurt dans sa charge le 24 mai 1902. |
|          |           | 1902 à 1912 | Antonius Hubert Fischer | est né le 30 mai 1840 à Jülich dans l'État de Rhénanie-du-Nord-Westphalie, il est nommé évêque auxiliaire de Cologne le 14 février 1889 avec le siège titulaire de Iuliopolis, le 14 février 1903 il est nommé archevêque de Cologne, et le 22 juin 1903 est créé cardinal par le pape Léon XIII, il meurt dans sa charge le 30 juillet 1912.                                                                                    |
|          |           | 1912 à 1919 | Felix von Hartmann      | est né le 15 décembre 1851 à Münster dans l'État de Rhénanie-du-Nord-Westphalie, il est nommé évêque de Münster le 27 juillet 1911, puis archevêque de Cologne le 2 décembre 1912, il est créé cardinal le 25 mai 1914 par le pape Pie X, et meurt dans sa charge le 11 novembre 1919. |
|          |           | 1920 à 1941 | Karl Joseph Schulte     | est né le 14 septembre 1871 à Haus Valbert dans l'État de Rhénanie-du-Nord-Westphalie, il est nommé évêque de Paderborn le 7 février 1910, puis est nommé archevêque de Cologne le 8 mars 1920, le 7 mars 1921 le pape Benoît XV le crée cardinal, il meurt dans sa charge le 11 mars 1941. |
|          |           | 1942 à 1969 | Josef Frings            | est né le 6 février 1887 à Neuss dans l'État de Rhénanie-du-Nord-Westphalie, il est nommé archevêque de Cologne le 1er mai 1942, puis est créé cardinal le 18 février 1946 par le pape Pie XII, il se retire le 24 février 1969 et meurt le 17 décembre 1978. |
|          |           | 1969-1987   | Joseph Höffner          | est né le 24 décembre 1906 à Horhausen dans le land de Rhénanie-Palatinat, il est nommé évêque de Münster le 9 juillet 1962, il est nommé le 6 janvier 1969 archevêque coadjuteur de Cologne avec le siège titulaire d'Aquilée, il devient l'archevêque de Cologne le 24 février suivant, jour de sa création comme cardinal par le pape Paul VI, il se retire de sa charge le 14 septembre 1987 et meurt le 16 octobre suivant. |
|          |           | 1988 à 2014 | Joachim Meisner         | est né le 25 décembre 1933 à Breslau dans la Province de Basse-Silésie, il est nommé évêque auxiliaire d'Erfurt-Meiningen avec le siège titulaire de Vina le 17 mars 1975, il est nommé évêque de Berlin le 22 avril 1980 et est créé cardinal par le pape Jean-Paul II le 2 février 1983, il est ensuite nommé archevêque de Cologne le 20 décembre 1988, et se retire le 28 février 2014.                                      |

### XXIesiècle
| Portrait | Armoiries | Épiscopat   | Titulaire     | Notes |
| -------- | --------- | ----------- | ------------- | --- |
|          |           | depuis 2014 | Rainer Woelki | est né le 18 août 1956 à Cologne en Rhénanie-du-Nord-Westphalie, il est nommé évêque auxiliaire de Cologne avec le siège titulaire de Scampa le 24 février 2003, il est nommé archevêque de Berlin le 2 juillet 2011 puis est créé cardinal par le pape Benoît XVI le 18 février 2012, il est depuis le 11 juillet 2014 l'archevêque métropolitain de Cologne. |

### Sources
- (de) « Kölner (Erz-)Bischöfe » (consulté le 26 février 2013)